# 東翁古爾島
東翁古爾島是南極洲的島嶼，位於呂佐夫-霍爾姆灣的東面入口處，處於翁古爾島北部以東，長1.6公里，該島嶼根據挪威探險隊的空中照片被繪入地圖。